# 不可轉移單票制
不可轉移單票制（英語：Single non-transferable vote，SNTV），或稱複數選區單記不可讓渡投票制、複數選區相對多數決、單記名不可讓渡投票制、单一不可转让投票制，屬「半比例代表制」，是一種用於複數選區的選舉制度。在此制度下，一個選區內有多個應選名額，每位投票者只能投一票給一個候選人，候選人則依得票高低按應選名額依序當選，且不論獲勝的候選人獲得多少選票，均不能將多餘的選票讓渡給其他候選人，香港則稱本投票制度為多議席單票制，未有強調其不可轉移之特徵。

## 席次分配
假設選區有三個議席，候選人有七位，那麼依照票數排列，當選的是王五、洪七、張三。
| 候選人 | 丁一 | 周二 | 張三 | 李四 | 王五 | 趙六 | 洪七 |
| 政黨   | 甲   | 乙   | 丙   | 丁   | 乙   | 甲   | 丙   |
| 得票數 | 100  | 1200 | 1500 | 700  | 8000 | 400  | 3000 |
| 當選人 |      |      |      |      |      |      |      |

## 政治效果
不可轉移單票制有利少數派代表當選，產生大黨和小黨的混合代表，也就是說沒有政黨佔據所有席位。
當政黨擁有關於其相對選舉支持水準的準確訊息並根據各自的選舉支持水準提名候選人時，不可轉移單票制的分配結果會產生最接近比例的代表，這減少了分散投票和黨派支持票低效用的情況。但特定情況下，即使在單一成員多數或集體投票的情況，出現低效的投票分配也可以使代表分配平衡。
例如n個候選人當選，候選人A可以通過獲得超過 1/(n+1) 的選票（Droop 配額）來保證成功，因為其他n個候選人不可能都獲得比候選人 A 多的票。這可能非常困難政黨獲得與其實力成正比的代表，因為在黨派決定提名多少候選人之前，很難準確判斷他們的實力。如果他們投得太多，支持者的選票可能會分配給過多的候選人，從而分散他們的選票數量，以至於一個政黨的所有候選人都輸給了分佈較不分散的反對黨。如果一個黨派的候選人太少，他們可能無法派出足夠多的候選人來贏得與其支持率成正比的席位，而獲勝的候選人將獲得不必要的支持，從而浪費選票。
對於不同實力的政黨來說，提名不當的風險並不相同。與避免浪費的選票效用相比，一個大黨從分散投票效應中失去的會更多而犯錯，因此可能會決定在派更少的候選人（但可能不會少於他們現有的席位數量）。一個代表人數很少的小黨會更能容忍風險，並且會站在太多候選人一邊犯錯，希望獲得比其選民比例更多的席位，也許是通過僅用幾票就從大黨中得到席位。
不可轉移單票制選舉制度，如可轉移單票制和比例代表制，通常隨著選區規模（每個選區的席位數量）的增加而產生更多的比例選舉結果。

## 投票策略
在此投票制下，戰略性投票的空間很大。因為只能投一票，選民若不想浪費寶貴的一票，必須謹慎選擇有機會當選的候選人。但是若投給領先太多的候選人，則選票的效益亦不能發揮到最大。這使得戰略性提名有運作的空間，同一政治陣營的政黨或團體可提名與對手同質性高的候選人，以期瓜分票源。
如果有候選人吸走太多票，則票源相近、支持者重疊的其他同黨候選人可能落選。這有時造成候選人的主要競爭對象竟然是同黨候選人而不是他黨候選人；若黨內和諧的情況下，領先的候選人可能呼籲支持者不要投給自己，將票分給同黨落後者。而政黨必須確保支持者的投票平均分配給黨提名的候選人，配票策略也就應運而生。故此不可轉移單票制可能導致複雜的黨內動態，因為候選人與本黨候選人以及另一黨候選人競爭，而不是零和競賽。同時因為一名特定候選人當選並不意味著另一名立場對立的特定候選人不會當選，其至他們都可以當選。
此外如果黨派支持者在各自候選人之間配票，亦會有利政黨的席位數目。1995年中華民國立法委員選舉就是其中一個例子，國民黨是通過組織連絡支持者投票給哪個候選人作配票之用；而民進黨的配票是非正式，由支持者家庭或組成小組自行協調投票；新黨通過要求黨內支持者投票給與其出生日期相對應的候選人，結果三黨投票策略各自有不同效果。

## 採用情形
- 波多黎各的眾議院不分區代表採用此制。各政黨會在各選舉區之間，變更候選人在選票上的順序，以確保每個候選人被選的機會大致相同。因為多數選民從他們意屬政黨的名單上，會挑位於選票最頂端的候選人來投；如此來自相同政黨的不分區候選人通常可以得到大約相近的全邦總得票數。波多黎各眾議院有11名不分區代表，另外40名區域代表採取單一選區投票制。
- 日本、 的國會選舉曾經使用此制，現在韩国已經不再使用，改行並立制，而日本则只在上议院保留此制度。
- 中華民國的立法委員選舉曾經使用此制，但從2008年立法委員選舉開始，除了原住民平地與山地兩個選區仍采用此制度，其他立委席次已改行並立制。而地方民意代表部分，直轄市議員、縣市議員、鄉鎮市區民代表採用此制。
- 香港：2021年香港政治制度改革及2023年香港選舉改革明文確立地區直選採用不可轉移單票制制度，取代過去主權移交以來實施的比例代表制和最大餘額法。全港分為10個立法會選區與44個區議會選區，每個選區選出兩個候選人，由於每區名額都是兩席，按過去的得票比例（64黃金比例），獲得民意較多的民主派和得票較少的親中派都會各得1席，變相剝削多數選民的選擇，加上對候選人的資格審查和將提名權收縮，中共可以在選舉前就將不合意的候選人排除在外，令選舉形同虛設。

## 外部連結
- A Handbook of Electoral System Design（页面存档备份，存于） from International IDEA（页面存档备份，存于）
- ACE Project（页面存档备份，存于）—Expert site providing encyclopedia on Electoral Systems and Management, country by country data, a library of electoral materials, latest election news, the opportunity to submit questions to a network of electoral experts, and a forum to discuss all of the above
- Electoral Design Reference Materials（页面存档备份，存于） from the ACE Project